# ガイドナンバー
カメラのフラッシュにおけるガイドナンバー（英: Guide Number、GN）とは、そのフラッシュの出力を表す単位である。

## 概要
ガイドナンバーは、下に示す計算から割り出されたフラッシュの光量を表している。フラッシュの出力としてのガイドナンバーは、とくに断りがなければISO感度100のフィルムを使用した場合を想定して表される。すなわち、単にガイドナンバーと言えば、ISO100におけるガイドナンバーのことを指す。
ガイドナンバーは、現在ではフラッシュの最大出力を表すために使われるにとどまっているが、閃光電球・あるいは自動調光機能が普及する以前のエレクトロニックフラッシュでは調光機能を持たず、露光量の調節はもっぱらレンズの絞りによって制御されるものであった。ゆえに、絞り込む量を計算するためにも、ガイドナンバーに関する知識は撮影者には必須のものであった。

## ガイドナンバーを用いた露光計算
撮影距離・ガイドナンバー・絞り・フィルム感度の関係は以下の通りである。
撮影距離をd、ガイドナンバーをg、絞りをa、フィルム感度(ISO感度)をsとすると
{\displaystyle a={\frac {g}{d}}\times {\sqrt {\frac {s}{100}}}}
となる。実際の撮影に当てはめると、フラッシュのガイドナンバーが56で、フィルム感度ISO100とした場合、撮影距離が10mなら
{\displaystyle a={\frac {56}{10}}\times {\sqrt {\frac {100}{100}}}}
つまり
{\displaystyle a=5.6\times 1}
となり、絞りはF5.6が適正であると計算できる。同様に20mならF2.8、5mならF11となる。ここでフィルム感度がISO400になると、同じ絞りでの撮影距離は2倍に伸びる。上式とは逆に、レンズの開放絞りでガイドナンバーを割るとISO感度100のフィルム使用時の最大撮影距離が求められ、開放絞り値と最大撮影距離を掛けるとガイドナンバーが求められる。
フォーカス操作と絞り調節を連動させて、このような計算を自動的に行う装置がフラッシュマチックである。
多灯フラッシュ撮影の場合は、以下の計算式に従って実効ガイドナンバーg'を求め、上式のgと置き換える。フラッシュの数をxとして
{\displaystyle g'={\sqrt {(g_{1})^{2}+(g_{2})^{2}+(g_{3})^{2}+\cdots (g_{x})^{2}}}}
となる。ただし、すべてのフラッシュが同じ場所に設置されている必要がある。
ガイドナンバー43のフラッシュとガイドナンバー24のフラッシュ2個を使う場合で実際に計算してみると、
{\displaystyle g'={\sqrt {43^{2}+24^{2}+24^{2}}}}
{\displaystyle g'={\sqrt {1849+576+576}}}
{\displaystyle g'={\sqrt {3001}}}
{\displaystyle g'\risingdotseq 54}
バウンス（間接照明や反射光）やディフューザーなどを用いた場合の計算はできない。またフィルター、近接撮影などで掛かる露光倍数は、別途計算する必要がある。